# Ingrid Scheffer
Ingrid Scheffer (Melbourne, 21 de diciembre de 1958) es una pediatra neuróloga australiana, investigadora en el Instituto de Neurociencia y Salud Mental Florey. Ha hecho varios avances importantes en la investigación de la epilepsia.
Scheffer fue quien encontró el primer gen involucrado en la epilepsia.
También ha descrito y clasificado nuevos síndromes epilépticos como la Epilepsia Limitada a Mujeres con Retraso Mental.

## Educación
En 1976 egresó de la Escuela Metodista para Mujeres. Asistió a la Universidad de Monash, donde se graduó en Medicina y Cirugía en 1983. En 1998 completó su Doctorado en Neurología en la Universidad de Melbourne.

## Trabajo en epilepsia
Además de describir la etiología de la epilepsia, Scheffer ha trabajado para caracterizar síndromes de epilepsia nueva, desde la infancia hasta la edad adulta, los cuales han permitido un tratamiento y diagnóstico apropiados, como el síndrome de Dravet y la Epilepsia Limitada a Mujeres con Retraso Mental. Su trabajo también proporciona un asesoramiento reproductivo genético más preciso.

## Premios y honores
- L'Oréal-UNESCO Premio para Mujeres en Ciencia (2012)[3]
- El premio del primer ministro para Ciencia (2014)